# Chiopris-Viscone
Chiopris-Viscone es una localidad y comune italiana de la provincia de Udine, región de Friuli-Venecia Julia, con 653 habitantes.

## Evolución demográfica
| Gráfica de evolución demográfica de Chiopris-Viscone entre 1861 y 2001 |
|                                                                        |
| Fuente ISTAT - elaboración gráfica de Wikipedia                        |